# Unterförsterei

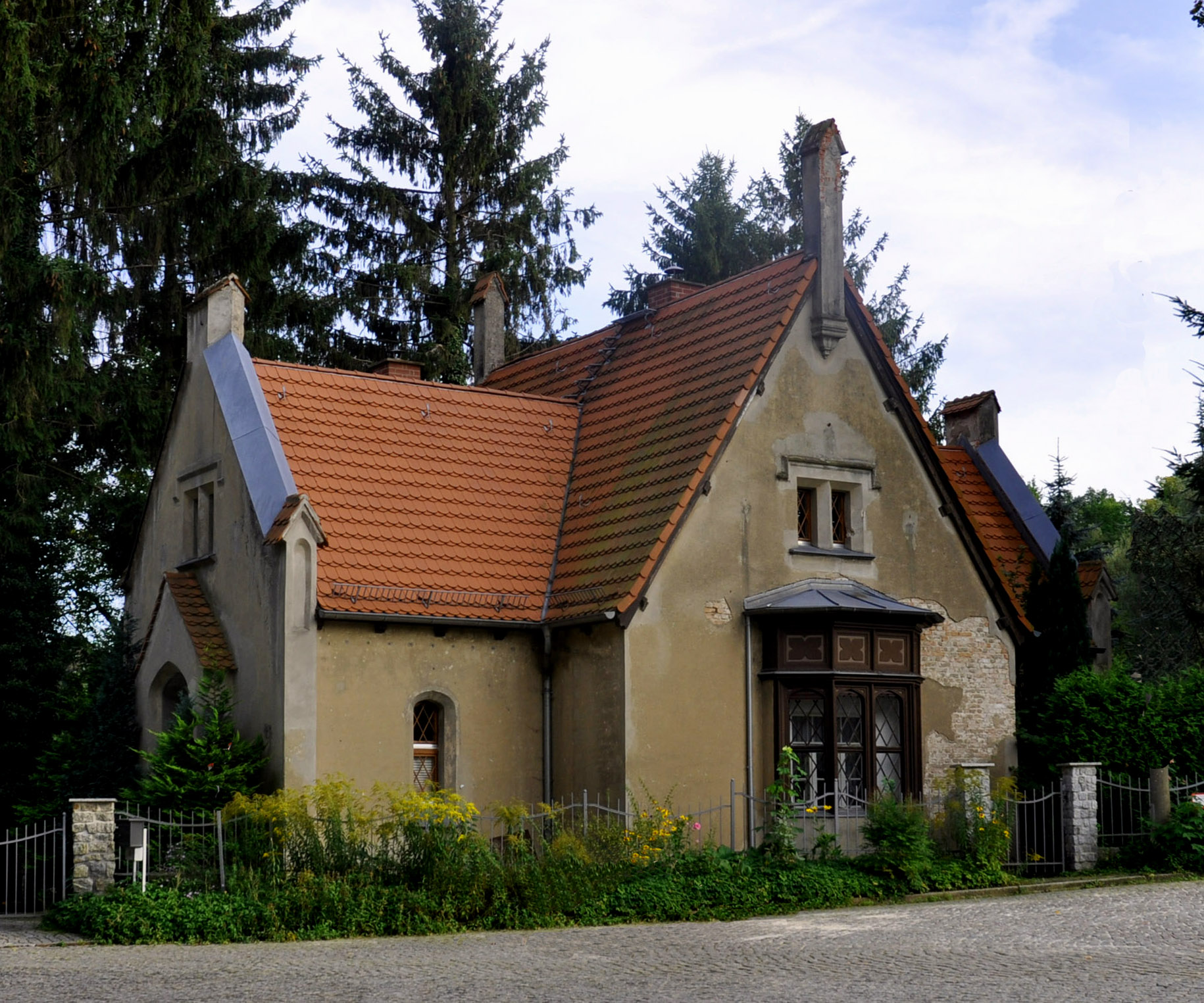
Klein-Glienicke Unterförsterei

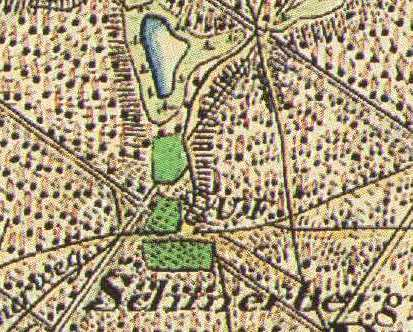
Die Unterförsterei von Schmerberg auf dem Urmesstischblatt 3643 Werder (Havel) von 1839

Die Unterförsterei ist eine Unterbehörde der Forstverwaltung. Sie ist für die Betreuung der Waldflächen im Unterforstrevier zuständig und untersteht  einer Försterei, einer höheren Forstbehörde, die einem Forstamt gehört. Der Leiter der Unterförsterei heißt Unterförster. Die Hauptaufgaben sind die Sicherstellung der besonderen Schutz- und Erholungsfunktionen des Waldes sowie die Aufforstung. Die Bewirtschaftung des Waldes erfolgt nur unter Leitung der oberstehenden Försterei.

## Deutschland
In Deutschland gibt es Unterförstereien nicht mehr. Die Revierförstereien und Forstreviere sind selten weiter aufgeteilt. Die weiteren hierarchischen Stufen der Forstverwaltungsgliederung können unterschiedlich heißen. Die Saalforste-Reviere sind, zum Beispiel, in insgesamt 70 Distrikte untergliedert, die durch eine laufende Nummer bezeichnet sind, aber auch Namen tragen.

## Preußen
Im Königreich Preußen stand der Unterförsterei (Heideläuferei) ein königlicher Beamte (Unterförster) vor. Der „Heideläufer“ („gehender Förster“) konnte 600–800  Hektar zusammenhängende Waldfläche und über 250 Hektaren an zerstreuten Holzungen betreuen. Die Unterförsterei bestand aus dem Wohnhaus und bis zu einigen Wirtschaftsgebäuden.

## Polen-Litauen
In der Unterforstei wohnte ein Unterförster (Strashnik), der Schlachzizen oder vom Adel (Polen-Litauen) sein musste. Unter ihm standen mehrere Jäger. Der Unterförster war für jedes Ereignis verantwortlich, das man dem Förster überbringt, dass ein Baum im Walde gefällt, Feuer daselbst ausgebrochen oder ein Auer getötet war.

## Litauen
Die Unterförsterei (lit. eiguva)  in Litauen ist eine Unterbehörde einer Försterei (girininkija), diese einer Oberförsterei (lit. miškų urėdija). Die durchschnittliche  Unterförsterei-Waldfläche in den einzelnen litauischen Forstämtern variiert von 900 Hektar (im Nationalpark Kurische Nehrung) bis zu 4.700 Hektar (z. B., in der Oberförsterei Radviliškis). 2009 gab es in einer Oberförsterei von 5 (in der Oberförsterei Radviliškis) bis zu 31 Unterförstereien (z. B., in der Oberförsterei Ukmergė). Im Januar 2007 gab es in einer Oberförsterei von 12 (in der Oberförsterei Kupiškis) bis zu 41 Unterförstereien (in der Oberförsterei Panevėžys).
1919 wurden 945 Unterförstereien errichtet. 1922 gab es 2.898  Unterförstereien mit einer Größe von 100 bis 1.000 und mehr Hektar. In Sowjetlitauen wurden 180 Förstereien in 2.340  Unterförstereien gegliedert (Stand: 1945). Die durchschnittliche Unterförstereigröße konnte etwa 580 Hektar betragen. 2006 gab es 1.001  Unterförstereien (die durchschnittliche Größe: 1.100 Hektar), die Zahl verringerte sich um 141 (im Vergleich zu 2005). 2009 verminderte sich die Zahl von 875 auf 628 Unterförstereien. 2009 betrug die durchschnittliche Unterförstereigröße 1.700 Hektar.